# Discografia di Teddy Reno
La discografia di Teddy Reno si basa sui dischi pubblicati nel sito della Discoteca di Stato, in Discogs, su quelli raccolti nel sito Il Discobolo e su varie riviste come Musica e dischi, Raro! e Raropiù.

## Album in studio

### 33 giri - 25 cm
- 1954 - Prima selezione di successi napoletani (CGD, MV 0191)
- 1955 - Sognate con Teddy Reno (CGD, MV 0196)
- 1955 - In due si canta meglio (CGD, MV 0197) (con Marisa Brando)
- 1956 - Teddy Reno International (CGD, MV 0198)
- 1956 - Viaggio a Napoli con Teddy Reno (CGD, MV 0213)
- 1957 - Confidenze musicali (CGD, MV 0221)
- 1957 - Confidenze musicali n° 2 (CGD, MV 0227)

### 33 giri - 30 cm
- 1958 - II "Sagra della Canzone Nova" Assisi 1958 (RCA Italiana, PML 10030; con Paolo Bacilieri, Nilla Pizzi e altri artisti)
- 1958 - In hi-fi (RCA Italiana, LPM 10034)
- 1959 - 20 canzoni di Sanremo '59 (RCA Italiana, LPM 10038; con Nilla Pizzi e Miranda Martino)
- 1959 - Napoli '59. Le 20 canzoni del festival (RCA Italiana, LPM 10060; con Nilla Pizzi, Elio Mauro, Stella Dizzy e Miranda Martino)
- 1974 - American Classics for Loving and Dancing Pleasure (RCA Italiana, TPL1-1027)
- 1975 - Italian Hits - Successi 1940-50 (RCA Italiana, TPL 1-1123)
- 2007 - Se questo non è amore (Delta dischi, B001CFN3W4)
- 2016 - Pezzi da... 90 (Azzurra Music, TRI-2015)

## CD
- 2007: Se questo non è amore (Delta Italiana, DEDL 21555)
- 2008: Vecchia America - Incisioni a 78 giri dal 1948 al 1956 (Twilight Music, TWI CD AS DS 08 01
- 2014 - 70 anni (di carriera) (FMR Svizzera, TR088)

## EP
- 1955 - Sognate con Teddy Reno (CGD, E 6010)
- 1957 - Passeggiando per Napoli (CGD, E 6015)
- 1957 - Luna di miele a Sanremo (CGD, E 6022)
- 1957 - Piccolissima serenata/La più bella del mondo/'a sonnambula/Vivrò (CGD, E 6031)
- 1957 - Teddy Reno presenta Musiche da film (CGD, E 6032)
- 1957 - Teddy Reno ed i suoi piccoli amici (CGD, E 6033)
- 1959 - Estate violenta (RCA Italiana, 45N 0964)
- 1959 - Sanremo '59 (RCA Italiana, EPA 10038-1)
- 1959 - Lettera da Ischia (RCA Italiana, EPA 30-355) (con Miranda Martino)
- 1960 - Sanremo '60 (RCA Italiana, EPA 10068-1)

## Singoli

### 78 giri
- 1948: White Christmas/You Keep Coming Back Like a Song (CGD, SO 1100)
- 1949: Manana/Laroo laroo (Lily Bolerro) (CGD, PV 1231)
- 1949: Nature Boy/Civilization (Bongo bongo bongo) (CGD, PV 1232)
- 1949: Il mare/Veleno (CGD, PV 1323)
- 1949: Begin the Beguine/Stormy Weather (CGD, PV 1403)
- 1949: Nature Boy/La Vie En Rose/Long Ago (CGD, PV 1421; con Jula de Palma)
- 1949: Again/Quizas Quizas (CGD, PV 1449)
- 1950: Les Feuilles Mortes/Aimez Toujours (CGD, PV 1496; lato B con Jula de Palma)
- 1950: Music music music/Mona Lisa - (CGD  - PV 1573
- 1950: September Song/Mona Lisa (CGD, PV 1573)
- 1951: Ciliegi rosa/Veronica (CGD, PV 1592)
- 1951: Vecchia America/Luna malinconica (CGD, PV 1594)
- 1951: Grazie dei fiori/Desiderio (CGD, PV 1605)
- 1951: Patricia/Solitude (CGD, PV 1646)
- 1951: Aquellos Ojos Verdes/Jungle Drums (CGD, PV 1649)
- 1951: Too Young / Would I Love You - (CGD) - PV 1672
- 1951: With A Song In My Heart/If (CGD, PV 1673)
- 1952: Cabeza Hinchada/Maria Dolores (CGD, PV 1694)
- 1952: N'angelo/Aggio perduto o' suonno (CGD, PV 1724)
- 1952: Jezebel/Vecchia America (CGD, PV 1729)
- 1952: Be My Love/Whilelmina (CGD, PV 1732)
- 1953: Merci Beaucoup/La mia donna si chiama desiderio (CGD, PV 1853)
- 1953: Ba-ba-baciami piccina/Eternamente-Arlecchinata (CGD, PV 1864)
- 1953: Sugarbusch/Charmaine (CGD, PV 1873; lato A con Jula de Palma)
- 1953: Un bacio a mezzanotte/Amico Bing non piangere (CGD, PV 1876)
- 1953: Moulin Rouge/Un bacio ancor (CGD, PV 1890)
- 1953: Te sto aspettanno / Ombra 'e stu suonno - (CGD ) - PV 1898
- 1954: Il cappello di paglia di Firenze/Un bacio ancora (Kiss) (CGD, PV 1917)
- 1954: Ombra 'e stu suonno/Statte vicino a mme (scritta da Armando Ciervo) (CGD, PV 1947)
- 1955: Core malato/Statte vicino a mme (pe n'ata sera) (CGD, RE 1)
- 1955: Un napoletano a Milano/Te voglio bene (CGD, RE 2)
- 1955: Accarezzame / 'Na voce 'na chitarra e o poco 'e luna - (CGD ) - RE 17
- 1955: Nisciuna è cchiù bella 'e te/Accarezzame (CGD, RE 20)
- 1955: Andemo a Miramar/Come il sole (CGD, RE 26)
- 1955: Malatia/Zitto...zitto...zitto... (CGD, RE 31)
- 1955: Maruzzella Maruzze'/Nata tu si pe' mme (CGD, RE 34)
- 25 novembre 1955: Se bacio te/Ciumachella (CGD, RE 37)
- 25 novembre 1955: Addormentarmi così/L'Amour, Madame... (CGD, RE 39)
- 1956: Chella llà/Zitto...zitto...zitto... (CGD, RE 46)
- 1956: Arrivederci Roma/Ciumachella (CGD, RE 47)
- 1957: Innamorata/Piccolissima serenata (CGD, RE 77)
- 1957: Sott'er cielo de Roma/Piccolissima serenata (CGD, RE 78)
- 1957: Intorno al mondo/Valzer delle candele (CGD, RE 86)
- 1958: Giuro d'amarti così/Non potrai dimenticare (CGD, RE 89)

### 45 giri
- 1956: Statte vicino a 'mme / Na voce, 'na chitarra 'e o poco 'e luna (CGD, N 9001)
- 1957: Piccolissima serenata / Cet soir (CGD, N 9014)
- 1957: Ninna nanna del cavallino / Tanti auguri a te (CGD, N 9021)
- 1957: 'A sunnambola / Simpatica (CGD, N 9025)
- 1958: Giuro d'amarti così / Non potrai dimenticare (CGD, N 9025)
- 1958: Cumpagna d' 'a luna / E dimme... ca me vuo' bbene (CGD, N 9035)
- 1958: Buenas Noches Mi Amor / Ciacole (CGD, N 9037)
- 1958: Confidenziale/ Perry Como (CGD, N 9056)
- 1958: Tre volte baciami / Con tutto il cuor (CGD, N 9057)
- 1958: Tu che ti senti divina / Non partir (CGD, N 9058)
- 1958: Zitta nun 'o ddi / Un gettone nel juke box (CGD, N 9059)
- 1958: Piccolissima serenata / Eclipse (RCA Italiana, 45N-0746)
- 1959: Conoscerti / Una marcia in fa (RCA Italiana, 45N-0780)
- 1959: Lì per lì / Avevamo la stessa età (RCA Italiana, 45N-0781)
- 1959: Scurdammoce 'e cose d' 'o munno! / Accussì (RCA Italiana, 45N-0850)
- 1959: Sarrà .... chi sa .... / 'Sta miss 'nciucio (RCA Italiana, 45N-0961)
- 1959: Temptation / Canzone di Rossana (RCA Italiana, 45N-0964)
- 1959: The Hula Hoop Song / Tempo di hula hoop (RCA Italiana, 45N-0969; il lato B è cantato dal Quartetto Due + Due)
- 1960: È Vero/Quando viene la sera (RCA Italiana), 45N-1021
- 1960: Ragazzina / Importante (RCA Italiana, 45N-1041)
- 1960: Souvenir / Ragazzina (RCA Italiana, 45N-1057)
- 1961: Non mi dire chi sei / Come sinfonia (Galleria del Corso, GC 014)
- 1961: Gli spostati / Exodus (Galleria del Corso, GC 018)
- 1961: Questa notte o mai più / Morire d'amore (Galleria del Corso, GC 024)
- 1962: Una fra mille / Quando finisce un amore (RCA Italiana, PM45-3066)

## Discografia in altri paesi

### Spagna

#### Album
- 1956 - Teddy Reno International - Exitos Internacionales (Odeon, LDC-31068)
- 1957 - Un dia con Teddy Reno (Odeon, LDO-118)
- 1959 - Teddy Reno (Hispavox, HG 7301)

#### EP
- 1959: Teddy Reno con Gianni Ferrio e la sua orchestra (Hispavox, 7705)

### Francia

#### EP
- 1957 - Piccolissima serenata (Versailles, 90 S 235)
- 1958 - Chanson d'Italie (Versailles, 90 S 114)

### Germania

#### Singoli
- 1954 - Es war in Napoli vor vielen Jahren - Villa Bella (Polydor 22319)
- 1954 - Senor - Der Weg zu deinem Herzen (Polydor 22355)
- 1954 - Einmal im Leben - Sonnenlied (Polydor 22356)
- 1955 - Addio - Baby, mein Baby (Polydor 23107)
- 1955 - In San Marino - Bleib bei mir (Polydor 23161)
- 1957 - Unter Palmen am blauen Meer - Serenata D'amore (Polydor 23458)
- 1958 - Piccolissima Serenata - Amore Mio (Polydor 23703)
- 1969 - Schenk deiner Frau doch hin und wieder rote Rosen - Tanz diesen Tanz mit mir (Polydor 53170)